# Pevná jízdní dráha

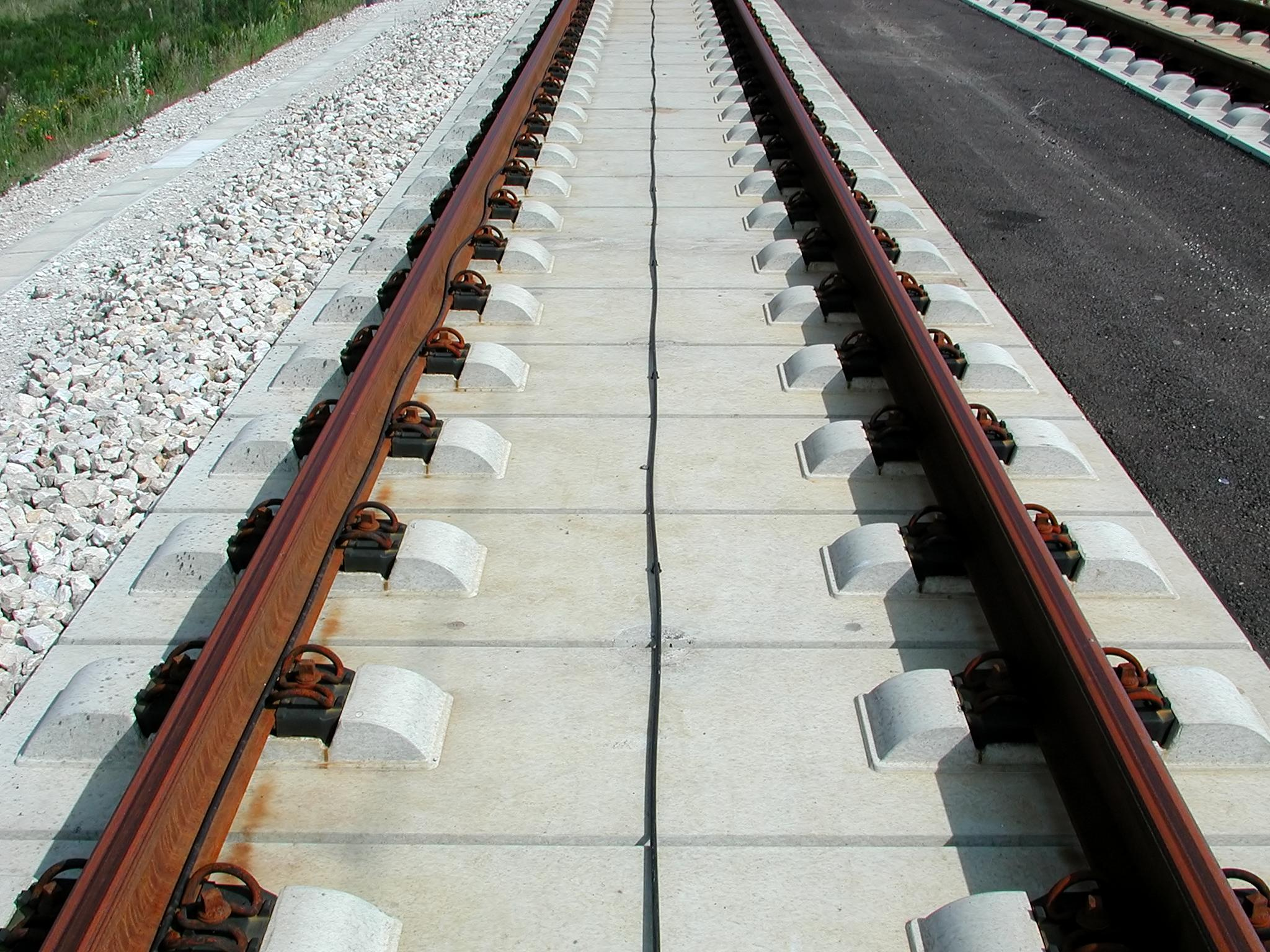
Pevná jízdní dráha na trati Nürnberg–Ingolstadt

Pevná jízdní dráha je nekonvenční konstrukce železničního svršku. Kolejnice je připevněna k betonové desce nebo k pražci, který je do desky vetknut. Uplatnění nachází zejména v oblasti vysokorychlostních tratí.
Pořizovací náklady jsou cca o 50 % vyšší než u standardní konstrukce. To ale kompenzují podstatně nižší náklady na údržbu.
V Česku jsou tři úseky s pevnou jízdní dráhou.
První se nachází mezi stanicemi Rudoltice v Čechách a Třebovice v Čechách v km 9,552 až 9,992. V tomto 440 m dlouhém úseku byla použita pevná jízdní dráha německého systému RHEDA 2000. V provozu je od 1. srpna 2005.
Druhý se nachází ve Střelenském tunelu na úseku Horní Lideč – st. hranice ČR / SR, v km 23,169 až 23,575. Tento traťový úsek je dlouhý 406 m a zahrnuje tunel a předportálí. Technologie byla použita odlišná – typu PORR ÖBB. Celá rekonstrukce tunelu a přilehlého traťového úseku byla dokončena 27. května 2013.
Nejnovější a nejdelší úsek se nachází v Ejpovickém tunelu mezi Plzní a Rokycany.